# Chisom Egbuchulam
Chisom Egbuchulam (22 febbraio 1992) è un calciatore nigeriano, attaccante svincolato.

## Carriera
È arrivato in Svezia nel 2017 con il prestito all'Häcken. L'accordo, ufficializzato nel mese di febbraio, prevedeva la possibilità di acquistare il giocatore a titolo definitivo con un contratto triennale, tuttavia la società giallonera ha deciso di non esercitare l'opzione. Nella sua annata all'Häcken ha collezionato 10 presenze in Allsvenskan con la prima squadra, ma al tempo stesso ha giocato anche con la formazione Under-21 del club.
Il 9 aprile 2018 è stato ufficializzato come nuovo giocatore del Falkenberg, squadra del campionato di seconda serie svedese a cui si è legato con un contratto annuale. Le sue 14 reti realizzate in 26 partite lo hanno reso vice capocannoniere del campionato cadetto e hanno aiutato il Falkenberg a raggiungere la promozione in Allsvenskan.
Scaduto il contratto annuale con il Falkenberg, Egbuchulam ha firmato nel gennaio 2019 con i sudcoreani del Suwon.

## Palmarès

### Club

#### Competizioni nazionali
- Campionato nigeriano: 1

Enugu Rangers: 2016
- League One: 1

Sichuan Jiuniu: 2023